# Liga de Combate dos Nacional-Socialistas Revolucionários
A Liga de Combate dos Nacional-Socialistas Revolucionários (em alemão:  Kampfgemeinschaft Revolutionärer Nationalsozialisten, KGRNS), posteriomente conhecida como Frente Negra (em alemão: Schwarze Front), foi um grupo político criado por Otto Strasser após a sua expulsão do Partido Nazi (NSDAP) em 1930. Strasser acreditava que a natureza anticapitalista do NSDAP fora traída por Adolf Hitler.
A Frente Negra era composta por ex-membros radicais do NSDAP, que pretendiam criar uma divisão no partido principal. A organização de Strasser publicava um jornal, A Revolução Germânica, e tinha como símbolo um martelo e uma espada cruzados.
No dia 04 de julho de 1930, após sucessivos ataques contra si, Otto Strasser publicou o apelo "Die Sozialisten verlassen die NSDAP" No entanto, o documento teve poucos adeptos.
Em 15 de fevereiro de 1933, a Frente Negra foi banida e dissolvida.